# Wszystko mi mówi, że mnie ktoś pokochał (album)
A Wszystko mi mówi, że mnie ktoś pokochał a Skaldowie együttes 1968-ban megjelent második nagylemeze, melyet a Pronit adott ki. Katalógusszámai: XL 0478 (mono, szürke címkés), SXL 0478 (stereo, piros címkés).

## Az album dalai

### A oldal
1. Wszystko mi mówi, że mnie ktoś pokochał 2:12
2. Nie całuj mnie pierwsza 4:01
3. Zapomniany młyn 3:33
4. Będzie kolęda 2:36
5. Wspólny jest nasz świat 2:20
6. Sen dla mojej dziewczyny 3:19

### B oldal
1. Na wirsycku 2:35
2. Zawołam na pomoc wszystkie ptaki 3:48
3. Sady w obłokach 2:20
4. Śpiewam, bo muszę 3:41
5. Dwudzieste szóste marzenie 3:07
6. Czy jeszcze zdążę 2:24